# Cell (romanzo)
Cell è un romanzo horror di Stephen King, edito in Italia da Sperling & Kupfer a marzo 2006, tradotto da Tullio Dobner, di genere horror fantascientifico postapocalittico.
Dal romanzo è stato tratto un film omonimo del 2016 per la regia di Tod Williams, con Stephen King accreditato come coautore della sceneggiatura.

## Storia editoriale
Dopo la pubblicazione del settimo e ultimo romanzo del ciclo La torre nera, King aveva annunciato in alcune interviste e nel proprio sito web l'intendimento di non dare più alle stampe alcun nuovo romanzo, convinto di essere caduto vittima di un momento di scarsa ispirazione creativa, alla luce di una evidente tendenza a riproporre nei romanzi più recenti argomenti e sviluppi narrativi già presenti in opere giovanili.
Tuttavia, dopo un periodo relativamente breve di silenzio, lo scrittore del Maine ha dato alle stampe, nel giro di pochi mesi, il giallo Colorado Kid, e agli inizi del 2006 il romanzo di fantascienza apocalittica intitolato Cell.

## Trama
Il 1° di ottobre un misterioso segnale noto come "Impulso" viene trasmesso sui cellulari di tutto il mondo; qualunque individuo li utilizzi perde istantaneamente la ragione e la capacità di comunicare, diventando una sorta di zombi mossi da istinti omicidi verso il prossimo. Clayton Riddell, un artista del Maine, si trova a Boston per vendere il proprio romanzo a fumetti quando l'Impulso si scatena provocando il caos intorno a lui, poiché le persone colpite (chiamate "telepazzi" e successivamente "cellulati", in originale phoners) iniziano ad attaccare chiunque sia in vista.
Clay, nel tentativo di mettersi in salvo, si unisce a Thomas McCourt, uomo di mezza età, e alla quindicenne Alice Maxwell; i tre fuggono a casa di Tom mentre Boston precipita nell'anarchia. Il giorno successivo, realizzano che i cellulati hanno iniziato a riunirsi e a cercare cibo. Clay intende tornare nel Maine per raggiungere l'ex moglie Sharon e il giovane figlio Johnny, e Tom e Alice lo accompagnano a causa di mancanza di alternative. Viaggiando di notte per evitare i cellulati, attraversano il New England incrociando brevemente altri sopravvissuti e controllando le attività dei telepazzi, che attaccano a vista i "normali".
Giunti nel New Hampshire, i tre arrivano in un'accademia dove gli unici rimasti sono l'anziano insegnante Charles Ardai e l'allievo dodicenne Jordan. La coppia mostra ai nuovi arrivati che, di notte, i cellulati locali si radunano nel campo da calcio dell'accademia dove cadono in una sorta di trance fino al mattino; il gruppo intuisce che i telepazzi abbiano sviluppato una mente alveare e anche abilità psichiche. I cinque superstiti utilizzano quindi due autocisterne di propano per distruggere i cellulati locali.
Clay cerca di convincere i compagni ad andarsene, ma l'anziano Ardai rende difficoltosa l'impresa; parlando con Clay, gli rivela che intende suicidarsi per permettere loro di rimettersi in viaggio. Quella notte, i superstiti sognano di trovarsi in uno stadio circondati da cellulati e di essere uccisi da un uomo indossante una felpa dell'Università di Harvard. Al risveglio, un nuovo gruppo di cellulati giunge alla loro residenza insieme all'individuo del sogno (soprannominato "Frastagliato"), uccidono numerosi "normali" in rappresaglia e ordinano alla squadra di dirigersi a nord in un punto del Maine chiamato "Kashwak", costringendo Ardai a suicidarsi controllandolo telepaticamente. 
Riprendendo il cammino, il gruppo apprende di essere stato marchiato come intoccabile per i normali e i cellulati. Due giovani automobilisti "normali", dopo averli provocati, uccidono Alice colpendola con un mattone in testa. Dopo aver seppellito la ragazza, il gruppo arriva alla città di Clay, Kent Pond, apprendendo da un biglietto che Sharon è stata colpita dall'Impulso mentre Johnny si è diretto verso il Kashwak con altri superstiti. Un altro incubo rivela a Clay che lì i normali sono stati esposti a dei cellulari, ma decide comunque di andare a cercare il figlio. Dopo aver incontrato altri "intoccabili" (anche loro per aver ucciso dei cellulati), Tom e Jordan decidono di andare con loro separandosi da Clay, avendo intuito che a Kashwak li attende un'esecuzione pubblica. Scoprono anche che gli assassini di Alice sono stati indotti al suicidio come punizione per aver ucciso un intoccabile.
Poco dopo il gruppo si ricongiunge in quanto i cellulati usano i loro poteri psichici in aumento per costringerli tutti ad andare a Kashwak. L'operaio edile Ray Huizenga, uno degli "intoccabili", consegna di nascosto a Clay un cellulare e un numero di telefono dicendogli di usarli quando sarà il momento, dopodiché si toglie la vita. Il gruppo giunge a destinazione, una fiera in costruzione, dove si accorge che diversi cellulati si comportano in modo irregolare e confuso. Jordan teorizza che l'Impulso sia stato provocato da un programma di computer che è stato danneggiato da un baco che ha "infettato" i nuovi cellulati. I telepazzi chiudono il gruppo in una sala espositiva della fiera per la notte, con l'intenzione di ucciderli pubblicamente la mattina seguente.
Nel corso della notte, Clay realizza che Ray aveva riempito l'autobus usato come mezzo di trasporto di esplosivi, collegando un detonatore attivabile con un cellulare, e che si è ucciso affinché i cellulati non scoprissero telepaticamente il suo piano. Jordan riesce a uscire dall'edificio e guida il veicolo in mezzo ai cellulati in trance; dopodiché, con una chiamata, Clay innesca gli esplosivi e uccide il Frastagliato e tutti i telepazzi presenti.
Con la morte del Frastagliato, i cellulati sono senza una guida e destinati a morire nell'inverno imminente. La maggior parte del gruppo decide di andare in Canada, ma Clay si dirige verso sud alla ricerca del figlio, promettendo a Tom che cercherà di ritrovarli in futuro. Clay trova Johnny infettato con l'Impulso "corrotto" e per diverso tempo attende che torni in sé, senza successo. Ricordandosi un'altra teoria di Jordan, Clay decide di provare a esporre nuovamente Johnny all'Impulso sempre più corrotto nella speranza che "riavvii" il cervello del figlio; il libro termina con Clay che mette il telefono all'orecchio di Johnny.

## Adattamento cinematografico
L'8 marzo 2006, Ain't It Cool News ha annunciato che la Dimension Films ha acquistato i diritti cinematografici del libro con lo scopo di produrne un film che sarà diretto da Eli Roth (Hostel, Cabin Fever) per un'uscita nel 2009.
Roth ha detto sul suo approccio al film:
Il 15 giugno 2007, Eli Roth ha annunciato nel suo blog di MySpace che non avrebbe diretto Cell "in tempi brevi" come pensava, ma che avrebbe trascorso il resto dell'anno dedicandosi ad altri progetti.
Il 10 luglio 2009, ha abbandonato il progetto, dicendo:
L'11 novembre 2009, Stephen King ha annunciato in un incontro con i fan a Dundalk che aveva finito una sceneggiatura. Ha dichiarato di aver avuto lamentele per il finale del libro, riadattato per il grande schermo.
In seguito, il progetto è stato ripreso ed è stato realizzato nel 2015, con uscita prevista negli USA l'8 luglio 2016. Il film è interpretato da Samuel L. Jackson nel ruolo di Tom McCourt e John Cusack in quello di Clay Riddell.

## Edizioni
- Stephen King, Cell, traduzione di Tullio Dobner, collana Narrativa, Sperling & Kupfer, 2006,  p. 502, ISBN 88-200-4064-6.